# Саюк, Луи Мишель Антуан
Луи Мишель Антуан Саюк (фр. Louis Michel Antoine Sahuc; 1755 — 1813) — французский военный деятель, дивизионный генерал (1806 год), барон (1808 год), участник революционных и наполеоновских войн. Имя генерала выбито на Триумфальной арке в Париже.

## Биография

### Происхождение и начало военной службы
Родился в семье хирурга Жана Саюка (фр. Jean Antoine Sahuc; 1716—) и его супруги Марии-Жанны Терон (фр. Marie-Jeanne Théron). 2 августа 1772 года начал службу в королевском Лотарингском кавалерийском полку. 1 октября 1779 года был зачислен аджюданом в 4-й шеволежерский полк. 8 июня 1783 года стал знаменосцем полка. 25 июля 1784 года полк получил название Септиманийский. 20 мая 1788 года стал знаменосцем Эльзассского конно-егерского полка (с 1 января 1791 года – 1-й конно-егерский). 30 августа 1789 года получил звание лейтенанта, и стал квартирмейстер-казначеем полка.

### Служба в Революционной армии
19 января 1792 года получил должность адъютанта генерала Ноайя. 17 июня 1792 года был ранен пулей в глаз при взятии Кортрейка. 22 июля 1792 года был награждён военным орденом Святого Людовика и произведён в подполковники 1-го конно-егерского. Выполнял функции адъютанта генерала Жарри в Северной армии, сражался при Вальми. Отличился при Флёрюсе, и 10 июля 1794 года был произведён в полковники, получив под своё начало 1-й конно-егерский полк. В июле 1796 года участвовал в переправе через Рейн в составе Самбро-Маасской армии. 
4 сентября 1796 года женился в Вандре на Анне Ломбард (фр. Anne Françoise Lombard; 1771—), от которой имел дочь.
Служил в Дунайской армии. 25 марта 1799 года при Эмменгене разбил 400 улан и взял 30 пленных, был ранен ударом пики. 21 апреля 1799 года произведён в бригадные генералы. 28 октября 1799 года переведён в Рейнскую армию. 3 мая 1800 года отличился в сражении при Штокахе. 3 декабря 1800 года в сражении при Гогенлиндене командовал бригадой в составе кавалерийской дивизии генерала Ришпанса и сыграл решающую роль в бою против кавалерийского корпуса генерала Риша. Принимал активное участие в преследовании отступающих австрийцев, 16 декабря при Ноймаркте атаковал неприятельский арьергард, и нанёс ему серьёзные потери. 17 декабря захватил 2650 пленных близ Франкенмаркта. 18 декабря пленил 700 австрийских кирасир у Шваненштадта. В тот-же день в Фёклабрюке захватил два орудия и множество пленных, в том числе генерала Лоппера; 19 декабря в Ламбахе вынудил сложить оружие 1450 солдат 12-го пехотного полка и захватил 500 повозок. 11 апреля возглавил 1-ю бригаду в дивизии Декана.

### На службе Империи
С 23 сентября 1801 года без служебного назначения. 4 октября 1801 года назначен в 12-й военный округ и с 27 марта 1802 года представлял департамент Уазы в Трибунате, где отстаивал бонапартистские позиции и активно участвовал в подготовке установления Империи.
5 сентября 1805 года вернулся в строй, и возглавил 1-ю бригаду (15-й и 17-й драгунские) 4-й драгунской дивизии кавалерийского резерва Великой Армии, Отличился в сражении 11 октября 1805 года при Хаслах-Юнгингене. В ноябре 1805 года действовал под началом маршала Ожеро.

### Дивизионный генерал
4 января 1806 года получил звание дивизионного генерала. 11 июня 1806 года сменил Бурсье во главе 4-й драгунской дивизии. 6 ноября 1806 года отличился под командой маршалов Сульта и Мюрата в сражении при Любеке, где пленил 7-й прусский пехотный полк. 23 декабря сражался у Бежуня. 1 января 1807 года его дивизия была передана в 1-й корпус маршала Бернадота. 12 января 1807 года вновь вернулся под начало Мюрата. 25 января 1807 года сражался при Морунгене. 14 мая 1807 года был заменён во главе дивизии Лебреном де Ля Уссе и вернулся во Францию.
20 мая 1807 года назначен командующим 19-го военного округа в Лионе. После роспуска Трибуната, в 1808 году был избран депутатом Законодательного корпуса от департамента Рона, и заседал в нём до 1812 года.
8 марта 1809 года был назначен командиром 1-й дивизии лёгкой кавалерии Итальянской армии. Участвовал в Австрийской кампании 1809 года. В бою против генерала Фримона при Порденоне 15 апреля 1809 года его дивизия понесла серьёзные потери (потеряли Орла, четыре орудия и 2000 человек пленными). 16 апреля 1809 года отличился в сражении при Сачиле, где героическим сопротивлением прикрыл отступление пехотных дивизий генералов Гренье и Бруссье. 8 мая 1809 года в сражении на реке Пьяве совместно с драгунами генерала Пюлли возглавил блестящую кавалерийскую атаку, в результате которой австрийская кавалерия была опрокинута, а неприятельская батарея из 14 орудий захвачена, причём в бою убит австрийский генерал Райхенберг. 14 июня 1809 года сражался при Раабе. 5 июля 1809 года ранен в сражении при Ваграме.

### Отставка и смерть
3 июня 1812 года занял должность инспектора ремонтного депо в Лиможе, затем – генерального инспектора всех армейских депо и госпиталей между Рейном и Одером. Умер от тифа, заразившись им во время инспекционной поездки, 24 октября 1813 года во Франкфурте-на-Майне в возрасте 58 лет.
Историк Ален Пижар цитирует архивный документ, в котором генерал Саюк описывается следующим образом: «очень образованный, обладающий превосходной моралью и являющийся очень хорошим примером. Хороший офицер лёгких войск». Однако Наполеон был не высокого мнения о действиях генерала при Порденоне и Раабе, и в письмах к Эжену Богарне предлагал отправить Саюка обратно в Париж.

## Воинские звания
- Солдат (2 августа 1772 года);
- Бригадир (2 июня 1774 года);
- Бригадир-фурьер (16 июня 1776 года);
- Старший вахмистр (1 мая 1779 года);
- Лейтенант (30 августа 1789 года);
- Подполковник (22 июля 1792 года);
- Полковник (10 июля 1794 года);
- Бригадный генерал (21 апреля 1799 года);
- Дивизионный генерал (24 декабря 1805 года, утверждён 4 января 1806 года).

## Титулы
- Барон Саюк и Империи (фр. baron Sahuc et de l'Empire; декрет от 19 марта 1808 года, патент подтверждён 24 июня 1808 года в Байонне)[2][3].

## Награды
Кавалер военного ордена Святого Людовика (22 июля 1792 года)
 Легионер ордена Почётного легиона (11 декабря 1803 года)
 Коммандан ордена Почётного легиона (14 июня 1804 года)